# West-Finland
West-Finland (Fins: Länsi-Suomen lääni; Zweeds: Västra Finlands län) was tot 2010 een Finse provincie. In 1997 werd West-Finland gevormd uit de voormalige provincies Vaasa, Turku-Pori, Keski-Suomi en Nordhäme. Sinds 2010 bestaan de Finse provincies niet meer, maar wordt het land ingedeeld in oorspronkelijk twintig regio's en sinds 1 januari 2011 in negentien.
In 2002 woonden er in West-Finland 1.839.581 mensen op een oppervlakte van 74.185 km².

## Gemeenten
West-Finland bestond uit de volgende gemeenten:
| - Äänekoski - Äetsä - Ähtäri (Etseri) - Alahärmä - Alajärvi - Alastaro - Alavus (Alavo) - Askainen (Villnäs) - Aura - Dragsfjärd - Eura - Eurajoki (Euraåminne) - Evijärvi - Halikko - Halsua - Hämeenkyrö (Tavastkyro) - Hankasalmi - Harjavalta - Himanka - Honkajoki - Houtskär (Houtskari) - Huittinen - Ikaalinen (Ikalis) - Ilmajoki - Iniö - Isojoki (Storå) - Isokyrö (Storkyro) - Jakobstad (Pietarsaari) - Jalasjärvi - Jämijärvi - Jämsä - Jämsänkoski - Joutsa - Jurva - Juupajoki - Jyväskylä - Jyväskylän maalaiskunta (Jyväskylä landskommun) - Kaarina (St. Karins) - Kälviä (Kelviå) - Kangasala - Kankaanpää - Kannonkoski - Kannus - Karijoki (Bötom) - Karinainen - Karstula - Karvia - Kaskinen (Kaskö) - Kauhajoki - Kauhava - Kaustinen (Kaustby) - Keuruu - Kihniö - Kiikala - Kiikoinen - Kimito (Kemiö) - Kinnula - Kisko - Kiukainen - Kivijärvi - Kodisjoki - Kokemäki (Kumo) - Kokkola (Karleby) - Konnevesi - Korpilahti - Korpo (Korppoo) - Korsnäs - Kortesjärvi - Koski Tl - Köyliö (Kjulo) - Kristinestad (Kristiinankaupunki) - Kronoby (Kruunupyy) - Kuhmalahti - Kuhmoinen - Kullaa - Kuortane - Kurikka - Kuru - Kustavi (Gustavs) - Kuusjoki - Kylmäkoski - Kyyjärvi - Laihia (Laihela) - Laitila - Längelmäki - Lappajärvi - Lappi - Lapua (Lappo) - Larsmo (Luoto) - Laukaa - Lavia - Lehtimäki - Leivonmäki - Lempäälä - Lemu - Lestijärvi - Lieto (Lundo) - Lohtaja (Lochteå) - Loimaa - Loimaan kunta (Loimaa kommun) - Luhanka - Luopioinen | - Luvia - Malax (Maalahti) - Mänttä - Marttila - Masku - Maxmo (Maksamaa) - Mellilä - Merikarvia (Sastmola) - Merimasku - Mietoinen - Mouhijärvi - Multia - Mustasaari (Korsholm) - Muurame - Muurla - Mynämäki - Naantali (Nådendal) - Nagu (Nauvo) - Nakkila - Närpes (Närpiö) - Nokia - Noormarkku (Norrmark) - Nousiainen (Nousis) - Nurmo - Nykarleby (Uusikaarlepyy) - Oravais (Oravainen) - Oripää - Orivesi - Paimio (Pemar) - Pälkäne - Pargas (Parainen) - Parkano - Pedersöre - Peräseinäjoki - Perho - Perniö (Bjärnå) - Pertteli - Petäjävesi - Pihtipudas - Piikkiö (Pikis)) - Pirkkala (Birkala) - Pomarkku (Påmark) - Pori (Björneborg) - Pöytyä - Punkalaidun - Pyhäranta - Pylkönmäki - Raisio (Reso) - Rauma (Raumo) - Ruovesi - Rusko - Rymättylä (Rimito) - Saarijärvi - Sahalahti - Säkylä - Salo - Särkisalo (Finby) - Sauvo (Sagu) - Seinäjoki (Östermyra) - Siikainen - Soini - Somero - Sumiainen - Suodenniemi - Suolahti - Suomusjärvi - Taivassalo (Tövsala) - Tampere (Tammerfors) - Tarvasjoki - Teuva (Östermark) - Toholampi - Toijala - Toivakka - Töysä - Turku (Åbo) - Ullava - Ulvila (Ulvsby) - Urjala - Uurainen - Uusikaupunki (Nystad) - Vaasa (Vasa) - Vähäkyrö (Lillkyro) - Vahto - Valkeakoski - Vammala - Vampula - Västanfjärd - Vehmaa - Velkua - Vesilahti - Veteli (Vetil) - Viiala - Viitasaari - Viljakkala - Vilppula - Vimpeli - Virrat (Virdois) - Vörå (Vöyri) - Yläne - Ylihärmä - Ylistaro - Ylöjärvi |

Åland · Lapland · Oost-Finland · Oulu · West-Finland · Zuid-Finland